# Nasale dentale
La nasale dentale è una consonante rappresentata dall'IPA con il simbolo "n̪". 

## Occorrenze
In tutte le lingue tale fono è rappresentato dalla lettera "N".

### Francese
Nella lingua francese:
- connexion [kɔn̪ɛkˈsjɔ̃] "connessione"

### Italiano
In italiano:
- dente [ˈdɛn̪t̪e]

### Russo
In lingua russa:
- ханжой [xɐn̪ˈʐoj] "ipocrita"

### Spagnolo
In lingua spagnola:
- antes [ˈan̪tes] "prima"